# Подбрасывание монеты

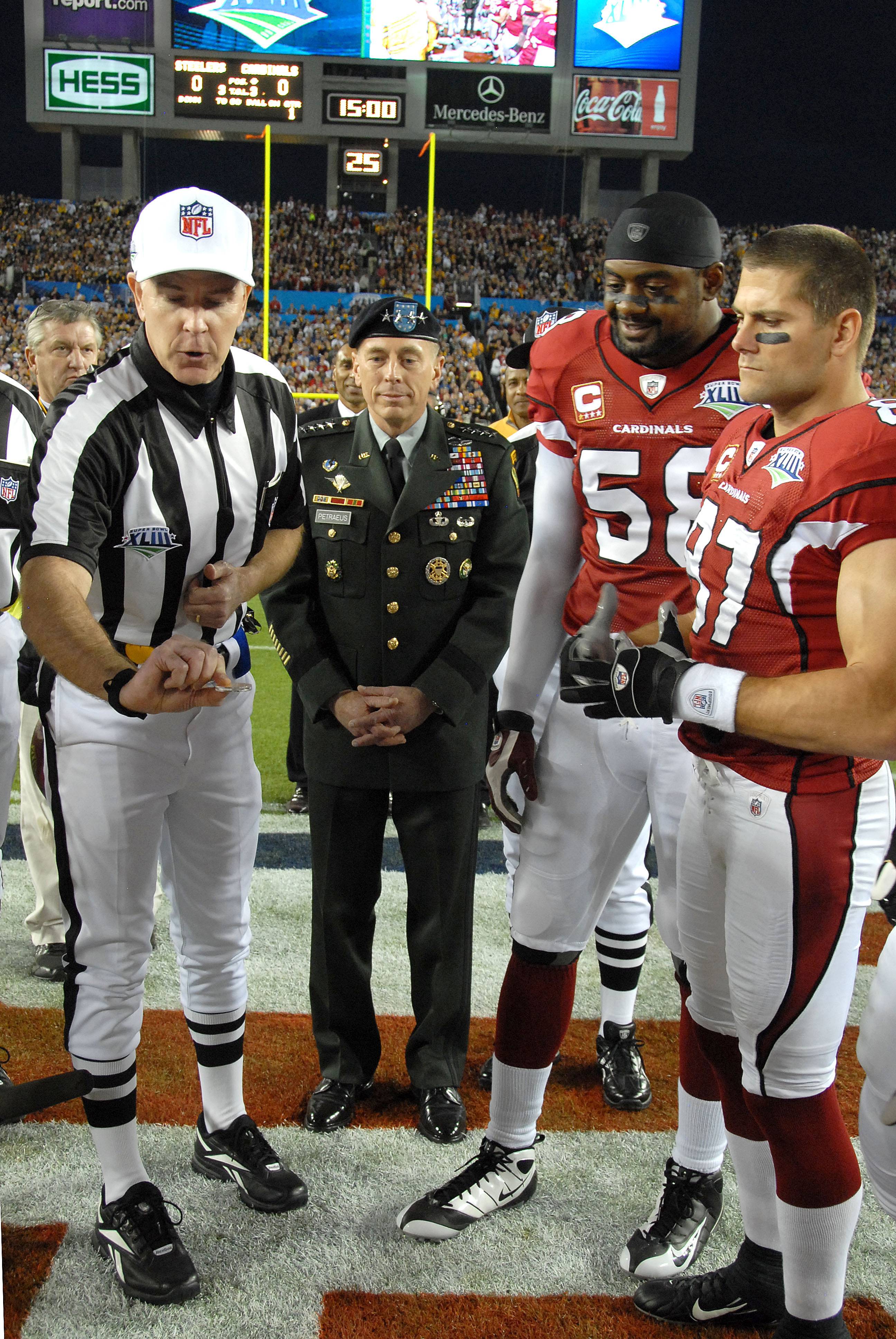
Подбрасывание монеты перед матчем американского футбола. В центре генерал Петреус

Подбра́сывание моне́ты — действие, часто используемое в повседневной жизни и теории вероятностей (например, в вероятностной машине Тьюринга) как «генератор случайности», выдающее приёмнику два возможных сигнала: «орёл» (герб) или «решка» (номинал монеты). Может использоваться как в качестве игры (орлянка), так и при необходимости принятия случайного решения из двух одинаково приемлемых (например, при жеребьёвке в различных видах спорта).

## Физика подбрасывания монеты
Теоретический и экспериментальный анализ показывает, что результат до известной степени предсказуем, по крайней мере, если известны начальные данные — расположение, скорость и момент импульса. Подбрасывание монеты вполне может быть рассмотрено как задача из области лагранжевой механики. Важными аспектами являются вращательное движение монеты, её неравномерные колебания, а также возможность отскока при падении в конце траектории.
Проблемой предсказания результата подбрасывания монеты занимались Перси Диаконис (американский математик и бывший профессиональный иллюзионист) и его сотрудники. Они продемонстрировали, что при использовании механического подбрасывателя, способного произвести бросок со строго заданными параметрами, выпадающий результат весьма предсказуем.
Более того, ими было теоретически и экспериментально доказано, что существует методика, позволяющая подбросить монету так, что она не перевернётся, причем внешне бросок будет выглядеть самым обычным. Подобной методикой, натренировавшись, могут овладеть, скажем, фокусники или профессиональные игроки.
В редких случаях, в результате броска монета может встать на ребро (для 5-центовой монеты вероятность составляет примерно 1/6000).